# Диего Лопес V де Аро
Диего Лопес V де Аро, прозванный эль Интрусо (исп. Diego López V de Haro; ок. 1250 — январь 1310) — испанский аристократ и глава дома Аро, носил титул сеньора Бискайи (1295—1310), который он получил от претендента на титул, инфанта Хуана Кастильского.
Он также занимал должности главного майордома (1307—1309) и главного знаменосца (1284, 1296—1309) в правление короля Кастилии Фердинанда IV. Он был главным патроном города Бильбао, где он расширил местную рыбацкую деревню и предоставил ей власть поддерживать свой таможенный рынок свободным от королевской дани, подотчетного только власти сеньора Бискайи.

## Происхождение семьи
Второй сын Диего Лопеса III де Аро (? — 1254), сеньора Бискайи (1236—1254), и его жены Констанции Беарнской. В конце концов он унаследовал титул сеньора Бискайи после своей сестры Марии де Аро и узурпатора титула, инфанта Хуана Кастильского. Его дедушкой и бабушкой по отцовской линии были Лопе Диас II де Аро, сеньор Бискайи, и его жена Уррака Альфонсо де Леон, незаконнорожденная дочь короля Альфонсо IX Леонского. Его дедушкой и бабушкой по материнской линии были Гильом II де Монкада, виконт Беарнский, и его жена Гарсенда Прованская.
Среди его братьев и сестер были Лопе Диас III де Аро (? — 1288), сеньор Бискайи (1254—1288), Тереза де Аро, жена Хуана Нуньеса I де Лара, главы дома Лары, и Санча Диас де Аро. Он был правнуком короля Альфонсо IX Леонского.

## Биография

### Во время малолетства короля Кастилии Фердинанда IV (1295—1301)
Точная дата рождения Диего Лопеса неизвестна, но, скорее всего, это произошло где-то около 1250 года. В 1282 году он женился на инфанте Виоланте Кастильской (1265—1287/1308), дочери короля короля Альфонсо X Кастильского.
25 апреля 1295 года, после смерти короля Санчо IV Кастильского (которого семья Аро пыталась свергнуть), Диего Лопес воспользовался нестабильностью при дворе молодого короля Фердинанда IV и захватил власть над сеньорией Бискайя, которое по праву принадлежало его сестре Марии I Диас де Аро.
Непрестанная борьба против Кастильской короны, возглавляемая главным образом следующими инфантами: Хуаном Кастильским, врагом рода Аро, претендовавшим на престол как наследник своего брата Санчо IV, инфантом Энрике Кастильским, сыном Фердинанда III Кастильского и дядей молодого короля Фердинанда IV, претендовавшего на опекунство над королем. Это усугублялось притязаниями инфантов Серды, Фердинанда де ла Серда и Альфонсо де ла Серда, которых поддерживали Франция, Арагон и их бабка, королева Виоланта Арагонская, вдова Альфонсо X Кастильского. Кроме того, возникли проблемы и с Арагоном, Португалией и Францией, которые пытались воспользоваться нестабильностью, охватившей Кастильское королевство. Наконец, внутренние кастильские игроки, такие как Диего Лопес V де Аро, Нуньо Гонсалес де Лара и Хуан Нуньес II де Лара, среди прочих, сеяли смуту и анархию по всему королевству.
Летом 1295 года, после того как кортесы Вальядолида того же года утвердили Диего Лопеса в его незаконном владении сеньорией Бискайя, переданным претендентом на Бискайю и кастильский престол инфантом Хуаном Кастильским. За это время Хуан также временно признал Фердинанда IV своим монархом и вернул себе прежние владения и титулы.
15 июня 1300 года Диего Лопес V де Аро превратил рыбацкую деревню Бильбао в город, находящийся под властью бискайских сеньоров.
Во время кортесов Вальядолида в 1300 году инфант Хуан Кастильский официально отказался от своих притязаний на королевский трон, несмотря на то, что был провозглашен королем Леона в 1296 году. Он принес присягу на верность своему племяннику Фердинанду IV и его преемникам 26 июня 1300 года. В том же году Мария I Диас де Аро вместе со своим мужем (тем же инфантом Хуаном) в качестве компенсации за отказ от своих притязаний на Бискайскую сеньорию получила Мансилью, Паредес де Нава, Медина де Риосеко, Кастронуньо и Кабрерос. Некоторое время спустя Мария де Молина и инфанты Энрике и Хуан в сопровождении Диего Лопеса V де Аро осадили Альмасан, но сняли осаду из-за сопротивления со стороны инфанта Энрике.

### Во время отрочества Фердинанда IV (1301—1310)
В ноябре 1301 года Диего Лопес находился при королевском дворе в города Бургос, когда папская булла папы Бонифация VIII признала законным брак Марии де Молины (матери Фердинанда IV) и покойного Санчо IV Кастильского. Это папская булла вкупе с совершеннолетием Фердинанда IV Кастильского мгновенно сделало притязания на престол инфантов Хуана Кастильского, Энрике Кастильского, Альфонсо де ла Серда и Фердинанда де ла Серда гораздо менее правдоподобными, поскольку они тем самым потеряли одно из своих главных притязаний на престол.
Инфант Энрике Кастильский, расстроенный тем, что папа узаконил Фердинанда IV, заключил союз против главы дома Лары Хуана Нуньеса II де Лара, чтобы оттолкнуть Фердинанда IV от его матери Марии де Молины. Озлобленный магнат Хуан Кастильский основал свою собственную партию вместе с Хуаном Нуньесом II де Ларой в попытке вернуть Бискайскую сеньорию своей жене Марии I Диас де Аро. Позднее, в 1301 году, король умиротворил Энрике сеньориями Атьенца и Сан-Эстебан-де-Гормаз в качестве компенсации.
В 1302 году соперничество между этими двумя партиями стало очевидным: с одной стороны — инфант Энрике, Мария де Молина и Диего Лопес, с другой — инфант Хуан Кастильский и Хуан Нуньес II де Лара. Инфант Энрике пригрозил королеве объявлением войны ей и Фердинанду IV, если она не согласится на его требования. Это совпало с ослаблением власти Марии де Молины, когда кастильские магнаты попытались ослабить регентство, которым она пользовалась от имени своего малолетнего сына. В последние месяцы 1302 года королева находилась в Вальядолиде где она согласилась умиротворить представителей знати, угрожавших ей войной против короля Фердинанда IV, который провел Рождество с Хуаном Кастильским и Хуаном Нуньесом II де Ларой в Королевстве Леон.
В 1303 году состоялась встреча между королем Португалии Динишем и Фердинандом IV, на которой Фердинанд добился возвращения ряда спорных территорий. Раскол между двумя вышеупомянутыми партиями продолжался. В мае того же года в Бадахосе состоялись торжества по поводу успеха кастильско-португальских переговоров (в которой не участвовали ни Диего Лопес, ни Мария де Молина, ни Энрике Кастильский). Кроме того, Фердинанд IV и Диниш Португальский достигли соглашения оо оказании помощи со стороны Португалии борьбе с противоборствующей партией. Диего Лопес и его приверженцы встретилась в Роа с Хуаном Мануэлем, принцем Вильены, поручив последнему отправиться в Арагон и заручиться поддержкой короля Арагона против Фердинанда IV. Энрике Кастильский позднее передал это послание Марии де Молине, находившейся в то время в Вальядолиде. План Энрике состоял в том, чтобы Альфонсо де ла Серда стал королем Леона, женившись на инфанте Изабелле де Кастилья-и-Молина, дочери Марии де Молины и сестре Фердинанда IV. В то же время инфант Педро де Кастилья-и-Молина, брат Фердинанда IV, должен был быть назван королем Кастилии и женится на одной из дочерей Хайме II Арагонского. Энрике утверждал, что его намерение состояло в том, чтобы укрепить мир в королевстве и устранить влияние инфанта Хуана Кастильского и Хуана Нуньеса II де Лара.
Этот план, предполагавший распад королевства Кастилия и Леон и насильственную или вынужденную отставку Фернандо IV, был отвергнут королевой Марией де Молина, которая отказалась встретиться с партией своих противников в Арисе. В то же время король Фердинанд IV обратился к королеве с просьбой содействовать установлению мира между ним и мятежной партией магнатов. Королева отправилась в Арису, где вместо того, чтобы поддержать дело мятежников, она умоляла магнатов вспомнить свои клятвы верности королю и вернуться на его службу, что заставило многих мятежников отказаться от поддержки инфанта Энрике и Диего Лопеса де Аро. Этот шаг, который отсеял многих из более умеренных мятежников, послужил только укреплению позиций непримиримых противников короны, которые поклялась вести войну против короля, требуя, чтобы Королевства Мурсия и Хаэн были переданы Альфонсо де ла Серда. Именно в это время инфант Энрике Кастильский смертельно заболел и удалился на свою виллу в Роа. Опасаясь, что после его смерти имущество Энрике перейдет к Диего Лопесу и Хуану Мануэлю, как того и желал король, королева вступила в сговор с духовником Энрике, чтобы убедить его оставить все свои владения короне. Этот шаг неизбежно провалился, и Диего Лопес вместе с Хуаном Мануэлем унаследовали все его имущество, когда Энрике Кастильский умер 8 августа 1303 года. Его похоронили в ныне разрушенном монастыре Сан-Франциско-де-Вальядолид.
В ноябре 1303 года король Фернандо IV обратился к королеве за поддержкой в попытке положить конец междоусобицам между инфантом Хуаном Кастильским, сеньором Валенсии де Кампос, и Диего Лопесом за контроль над Бискайской сеньорией, которая в то время находилось под полным контролем Диего Лопеса. Королева Мария де Молина согласилась помочь своему сыну, и отношения матери и сына были восстановлены, когда ей удалось достичь соглашения с инфантом Хуаном.
Зимой 1304 года король находился в районе Каррион-де-лос-Кондес, когда инфант Хуан вновь претендовал на титул сеньора Бискайи при неизменной поддержке Хуана Нуньеса II де Лара. Король попытался предложить ему сеньории Паредес де Нава и Вильялон де Кампос в качестве компенсации, но инфант Хуан отказался. Затем король составил однобокую сделку, по которой Диего Лопес V должен был передать ему сеньории Тордехумоса, Искара и Санта-Олалле. Его также заставят отказаться от своих владений в Куэльяре, Кордове, Мурсии Вальдеторио и титула сеньора де Вальдекорнея. В обмен на это Диего Лопес де Аро получит право владеть Бискайей, Ордунья-Урдуньей, Бальмаседой, Лас-Энкартасьонесом и Дуранго. Понятно, что инфант Хуан принял эти условия, и король вызвал Диего Лопеса в Каррион-де-лос-Кондес, чтобы скрепить сделку. Неудивительно, что Диего Лопес V отказался от этих требований и пригрозил восстанием против короны.
Король Фернандо IV, который в то время готовился к Торрельскому договору с Арагонским королевством, из которого был исключен Диего Лопес, пообещал инфанту Хуану, что он все-таки получит Бискайю, а Хуан Нуньес II де Лара получит Ла-Буребу. Он также заявил, что оба они могли бы разделить территории, принадлежащие в настоящее время Диего Лопесу в Ла-Риохе, если бы они могли разрешить дипломатический кризис, который продолжается с Арагоном.
В апреле 1304 года инфант Хуан начал переговоры с Королевством Арагон, чтобы разрешить требования Альфонсо де ла Серда и споры, которые велись с арагонцами. Тем временем король конфисковал земли Диего Лопеса V и Хуана Альфонсо де Аро, сеньора де лос Камероса, и поделил их между своими сторонниками. После этого смелого шага многие из мятежников вернулись в лоно короля.
Зимой 1305 года Диего Лопес в очередной раз отказался от требования короля передать ему Бискайю.

### Борьба за обладание Бискайской сеньорией (1305—1307)
При королевском дворе Мария II Диас де Аро, племянница Диего и жена инфанта Хуана, потребовала вернуть ей законную собственность, титул сеньоры Бискайи, который Диего получил во время волнений в начале правления короля Фердинанда IV Кастильского. В то время как инфант Хуан и Мария представляли свое дело суду, Диего Лопес вместе с тремя сотнями своих рыцарей прибыл ко двору, где объявил о своем отказе отказаться от своего титула, ссылаясь на сделку, заключенную в 1300 году, когда его племянница отказалась от своих притязаний. Диего Лопес V покинул королевский суд, не дожидаясь его окончательного решения, и начал составлять проект обращения за помощью к папе римскому.
Примерно в это же время Диего Лопес де Аро заключил новый союз с Хуаном Нуньесом II де Ларой, который вступил в спор с инфантом Хуаном. Видя себя в проигрышном положении, инфант Хуан подписал двухлетнее перемирие с Диего Лопесом, поскольку он предполагал, что новый союз между Диего Лопесом и домом Лары не состоится. Вскоре Лопе Диас IV де Аро, сын и наследник Диего Лопеса, вступил в спор с Хуаном Нуньесом II де Ларой, и он попытался заставить своего отца принять королевскую сделку. В том же году Фердинанд IV назначил Лопе Диаса IV де Аро главным майордомом Кастильского королевства. Король потребовал встречи с Диего Лопесом V, на которую Диего Лопес привел Хуана Нуньеса II в попытке примирить последнего с королем, в то время как король маневрировал, чтобы расколоть могущественный дуэт. Король потерпел неудачу в своих усилиях, и оба мятежника ушли, не предупредив короля. В то же самое время прибыли послы из Франции, чтобы добиться союза с Кастилией через брак с сестрой Фердинанда IV, инфантой Изабеллой.
В апреле 1306 года инфант Хуан Кастильский, вопреки совету Марии де Молины, убедил короля официально объявить войну Хуану Нуньесу II де Лара, зная, что Диего Лопес поддержит своего союзника.
Войска короля осадили Аранда-де-Дуэро, где в то время находился Хуан Нуньес. Хуан немедленно нарушил свою вассальную клятву королю. После серии стычек Хуану Нуньесу удалось вырваться из осады, делая вид, что сдает город. Оттуда он отправился на встречу с Диего Лопесом и его сыном Лопе Диасом IV, где все трое пообещали вести войну против короля в своих владениях. Поскольку большинство вассалов короля не поддерживали войну, расходы росли по спирали, поскольку они требовали средств на подготовку войны и прилагали мало усилий, чтобы эффективно использовать эти деньги. Король приказал инфанту Хуану вступить в переговоры с Диего Лопесом V, на что тот согласился безоговорочно, поскольку его вассалы также не поддерживали войну. Эти двое послали королеву Марию де Молину на переговоры о мире. Переговоры с повстанцами вел Алонсо Перес де Гусман в городе Панкорбо. Переговоры с Диего Лопесом быстро сорвались, и он снова решил продолжить обращение к папе римскому.
В начале 1307 года, когда король, Мария де Молина и инфант Хуан находились в Вальядолиде, они услышали новость о том, что Папа Климент V отказался признать соглашение о сеньории Бискайя, принятое в 1300 году. Король составил проект нового соглашения, согласно которому Диего Лопес V сохранит пожизненный контроль над Бискайей, а после его смерти сеньория Бискайя должна будет перейти к его племяннице Марии де Аро. Лопе Диас IV, старший сын Диего Лопеса, не унаследует Бискайю, а получит взамен сеньории Ордунья-Урдунья и Бальмаседа, а также он получит от короля сеньории Миранда-де-Эбро и Вильяльба-де-Лоса. Они встретились при дворе в Вальядолиде, чтобы прийти к окончательному соглашению.
Прежде чем соглашение по Бискайе было окончательно достигнуто, Хуан Нуньес II де Лара покинул королевский двор, чувствуя себя преданным королем и его матерью. По этой причине король даровал Диего Лопесу V титул главного майордома королевства, что, в свою очередь, расстроило инфанта Хуана Кастильского настолько, что он покинул двор, предупредив короля, что он больше не будет служить ему, пока стражи замков Диего Лопеса не заплатят дань его жене (после смерти Диего Лопеса в соответствии с соглашением). Как бы то ни было, они снова встретились в Лерме, где было решено, что замки, которые перейдут к Марии Диас де Аро, начнут платить ей дань, а замки, перешедшие Лопе Диасу IV де Аро, сделают то же самое для него.
После примирения Диего Лопеса V и инфанта Хуана король потребовал, чтобы Хуан Нуньес II де Лара покинул королевство Кастилия и вернул ему замки Куэнка и Каньете, расположенные в провинции Куэнка, которую король ранее передал ему. В октябре 1307 года король Фердинанд IV отправился в Тордехумос, где начал осаду города вместе с инфантом Хуаном, его сыном Альфонсо де Валенсией и великим магистром ордена Сантьяго Хуаном Осоресом. Примерно в это же время король Фердинанд IV также получил папский приказ конфисковать все владения Ордена тамплиеров в пользу церкви. Вдобавок к другим осложнениям, король Фердинанд IV решил заключить мирный договор с Хуаном Нуньесом II де Ларой, в котором Лара согласился передать королю все свои территории, за исключением Ла-Буреба и Ла-Риоха.
После осады и заключения мирного договора многие дворяне, почуяв возможность захватить власть, попытались создать новые трения между Ларой, инфантом Хуаном и королем. Убежденные, что король хотел смерти их обоих, Хуан Нуньес II и инфант Хуан создали новый альянс вместе, не пытаясь связаться с Диего Лопесом. Несмотря на заверения короля в обратном, этот острый конфликт ыми до 1309 когда король созвал конференцию в судах Мадрид (первый в своем роде на самом деле состоялась в столице).
На этой конференции присутствовали все основные игроки, оставшиеся в живых после предыдущей междоусобицы. Король Фердинанд IV объявил о своем намерении вести войну против королевства Гранада из-за растущего давления на него со стороны его знати.

### Завоевание Гибралтара и осада Альхесираса (1309)
Среди дворян, принявших участие в акции, было большинство дворян, участников предыдущей гражданской войны с обеих сторон. Среди них были Диего Лопес V де Аро, инфант Хуан Кастильский, Хуан Нуньес II де Лара, Алонсо Перес де Гусман, Фернан Руис де Салданья, Хуан Мануэль, принц Вильены и многие другие кастильские магнаты. Кастильские войска состояли из ополченцев городов Саламанки, Сеговии, Севильи и ряда других городов. Король Португалии Диниш также прислал 700 рыцарей под командованием Мартина Жиля де Соуза, знаменосца короля Португалии. Кроме того, здесь присутствовало много рыцарей из ордена Сантьяго Калатравы. Папа римский Климент V предоставил королю Фердинанду IV десятую часть всех налогов и ренты, собранных церковью в течение трех лет. Этот эдикт был принят папской буллой 28 апреля 1309 года в городе Авиньон.
Король Кастилии Фердинанд IV разместил свою штаб-квартиру в городе Севилья, где эмиссары короля Хайме II Арагонского объявили о его готовности начать операции против города Альмерия. Фердинанд IV, в свою очередь, решил осадить город Альхесирас, который в течение многих лет был главным оплотом мусульман на Пиренейском полуострове. Диего Лопес де Аро, среди прочих, выступал против этого плана и безуспешно выступал за нападение на Гибралтар. Возможно, отчасти это было связано с тем, что город в прошлом безуспешно осаждался, особенно во время осады Альхесираса (1278 г.). Тем не менее кастильская армия собралась в городе и была переброшена через реку Гвадалквивир в сторону Альхесираса.
Авангард армии Фердинанда достиг городских стен 27 июля 1309 года, а через три дня за ним последовали основные христианские силы, в состав которых входили король Фердинанд и его окружение. Другой фронт наступления, возглавляемый королем Хайме II Арагонским, начал осаду Альмерии 15 августа того же года. В то время как осада Альхесираса продолжалась, Гибралтар пал перед войсками Фердинанда под командованием Хуана Нуньеса II де Лара, архиепископа Севильи, Фернандо Гутьерреса Тельо и великого магистра ордена Калатравы 12 сентября 1309 года.
В середине октября 1309 года инфант Хуан Кастильский, его сын Альфонсо, Хуан Мануэль и Фернан Руис де Салданья покинули кастильский лагерь в Альхесирасе вместе с примерно пятьюдесятью другими рыцарями. Эта акция, вызванная отчасти тем, что король Фердинанд IV задолжал им большую сумму денег, вызвала негодование европейских монархов и протест Хайме II Арагонского, который безуспешно пытался убедить дезертиров вернуться в Альхесирас. Тем не менее король Фердинанд IV поддерживал Хуана Нуньеса II де Лара и Диего Лопеса де Аро и продолжал попытки захватить город.
Болезни и вообще плохие условия жизни стали настолько плохими в христианском лагере, что Фердинанд IV был вынужден заложить драгоценности и короны своей жены, Констанции Португальской, чтобы заплатить своим солдатам и рыцарям. Вскоре в христианский лагерь прибыли силы Фелипе де Кастилья-и-Молина, брат Фердинанда IV, в сопровождении 400 рыцарей и множества пехотинцев под командованием архиепископа Сантьяго-де-Компостела.
В конце 1309 года Диего Лопес V де Аро заболел подагрой, от которой впоследствии скончался в христианском лагере на реке Андаракс. После нескольких месяцев безуспешных попыток взять город Фердинанд IV решил заключить мир с Гранадским эмиратом, пославшим в лагерь своего эмиссара. Они договорились, что Фердинанд снимет осаду в обмен на 50 000 золотых монет и города Кесада и Бедмар.

## Смерть и наследие
Диего Лопес V де Аро скончался зимой 1310 года в лагере в Альхесирасе. Его племянница Мария I Диас де Аро, жена инфанта Хуана Кастильского, сеньора де Валенсия-де-Кампос, вступила во владение Бискайской сеньорией. Кроме того, инфант Хуан вернул королю виллы Паредес-де-Нава, Кабрерос, Медина-де-Риосеко, Кастронуньо и Мансилья.
После его смерти во время осады Альхесираса его тело было доставлено в город Бургос, где он был похоронен в ныне разрушенном монастыре Сан-Франциско-де-Бургос. Это было то же самое место, где была похоронена его предыдущая жена, инфанта Виоланта Кастильская.

## Брак и потомство
Диего Лопес V де Аро женился на инфанте Виоланте Кастильской (1265—1287/1308), дочери короля Кастилии Альфонсо X и Виоланты Арагонской. У супругов были следующие дети:
- Лопе Диас IV де Аро (1285—1322), сеньор де Ордунья и де Вальмаседа (1310—1322) и знаменосец короля Фердинанда IV Кастильского (1310—1311). Умер, не оставив потомства.
- Фернандо Диас де Аро, сеньор де Ордунья и де Вальмаседа после смерти своего брата (1322). В 1315 году женился на Марии Португальской, сеньоре Менесес и Ордунья, дочери инфанта Альфонсо Португальского и его жены Виоланты Мануэль, сестры Хуана Мануэля, принца Вильены.
- Педро Диас де Аро, умерший в детстве.
- Мария Диас де Аро, сеньора из Тордеумос. В 1300 году она вышла замуж за Хуана Нуньеса II де Лара, сеньора де Лара и Альбаррасин.